# Фондација за отворено друштво
Фондација за отворено друштво (енгл. Open Society Foundations — OSF) је америчка мрежа за давање грантова коју је основао пословни магнат Џорџ Сорос. Има за циљ обликовање јавне политике. Промовише демократску власт, људска права, као и правне, социјалне и економске реформе. Фондација је основана 1993. године и од тада делује у преко 60 земаља света, укључујући и Србију.
Око њеног рада постоје бројне контроверзе широм света. Оптужена је за политичку манипулацију, као и за финансирање обојених револуција. На великом броју пројеката је радила у сарадњи с Агенцијом САД за међународни развој (USAID). Највећи број контроверзи везује се за њено деловање у Европи.